# شركة محفظة
شركة محفظة (بالإنجليزية: Portfolio company)‏، هي شركة أو كيان تستثمر فيها شركات رأس المال الاستثماري، أو استوديوهات الشركات ناشئة، أو الشركات القابضة. يمكن أن يطلق على جميع الشركات المستثمر فيها حاليًا من قبل شركات أسهم خاصة على أنها محافظ للشركات.
قد تقوم الشركة بإنشاء محفظة لعرض إمكانياتها وقوتها في خدمات الأعمال. تُعتبر المحفظة مجموعة من المنتجات والخدمات والإنجازات التي تقدمها الشركة. الهدف من محفظة الشركة هو خلق وجود للشركة في السوق، وجذب المزيد من العملاء، وإظهار كيفية اختلاف الشركة عن منافسيها المباشرين في السوق. كما يُستخدم محفظة الشركة أيضًا كاستراتيجية أعمال لعرض نمو الشركة وجذب المستثمرين والمساهمين المحتملين.